# Кастель-Альферо
Кастель-Альферо (итал. Castell'Alfero) — коммуна в Италии, располагается в регионе Пьемонт, в провинции Асти.
Население составляет 2788 человек (2008 г.), плотность населения составляет 140 чел./км². Занимает площадь 20 км². Почтовый индекс — 14033. Телефонный код — 0141.
Покровителями коммуны почитаются святые апостолы Пётр и Павел, празднование в первое воскресение сентября.

## Демография
Динамика населения:

## Города-побратимы
- Лафрансез, Франция

## Администрация коммуны
- Официальный сайт: